# The Pharcyde
The Pharcyde ist eine 1989 gegründete US-amerikanische Underground-Hip-Hop-Gruppe aus dem Süden von Los Angeles. Ihre Gründungsmitglieder sind Tre „Slimkid“ Hardson, Derrick „Fatlip“ Stewart, Imani Wilcox und Romye „Bootie Brown“ Robinson.

## Geschichte
1991 unterzeichneten The Pharcyde einen Plattenvertrag mit dem Musiklabel Delicious Vinyl. Ihr Debütalbum Bizarre Ride II the Pharcyde wurde 1992 veröffentlicht. In der Fachpresse wurde das Album positiv angenommen, allerdings erreichte es in den amerikanischen Charts nur Platz 75. Es folgten daraufhin Touren mit A Tribe Called Quest und De La Soul und ein Auftritt beim Lollapalooza-Festival 1994. Ein Jahr später veröffentlichten sie ihr zweites Album Labcabincalifornia. Es folgte im Anschluss daran eine längere Pause. Das dritte Album Plain Rap erschien erst 2000 nach fünfjähriger Pause auf dem Label Four Music der deutschen Hip-Hop-Band Die Fantastischen Vier. 2004 erschien das vierte Album Humboldt Beginnings auf ihrem eigenen Label Chapter One.
Die Besonderheit des Musikvideos zum Song Drop ist, dass es mit weniger als zehn Schnitten aufgenommen wurde und rückwärts gezeigt wird. Um die Mundbewegungen dennoch synchron zur Musik aussehen zu lassen, mussten die Musiker lange Abschnitte „rückwärts“ rappen üben.
Am 24. April 2008 wurde in einer offiziellen Pressemitteilung bestätigt, dass sich die Hip-Hop-Gruppe in der Originalbesetzung wieder vereint habe.

## Diskografie

### Alben
- 1992: Bizarre Ride II The Pharcyde
- 1995: Labcabincalifornia
- 1999: Chapter One – Testing the Water (EP)
- 2000: Plain Rap
- 2001: Cydeways – The Best of the Pharcyde
- 2004: Humboldt Beginnings
- 2005: Sold My Soul